# Miralcamp Residencial
Miralcamp Residencial és una entitat de població del municipi de Cabra del Camp, Alt Camp. L'any 2005 tenia 3 habitants.
Es troba a l'est del nucli urbà de Cabra. S'hi accedeix des de la carretera TP-2311 (Sarral - El Pla de Santa Maria).